# Юнацький чемпіонат Європи з футболу (U-17) 2010
Чемпіонат Європи з футболу серед юнаків віком до 17 років 2010 року — дев'ятий розіграш турніру (після зміни назви), який пройшов в Ліхтенштейні з 18 по 30 травня 2010 року. Переможцем вперше у своїй історії стала збірна Англії, яка у фіналі з мінімальним рахунком 2:1 у перемогла збірну Іспанії.

## Кваліфікація
Докладніше:
- Юнацький чемпіонат Європи з футболу (U-17) 2010 (кваліфікаційний раунд)
- Юнацький чемпіонат Європи з футболу (U-17) 2010 (елітний раунд)

## Груповий раунд

### Група A
| Збірна     | І | В | Н | П | ГЗ | ГП | РГ | О |
| ---------- | - | - | - | - | -- | -- | -- | - |
| Іспанія    | 3 | 3 | 0 | 0 | 8  | 1  | +7 | 9 |
| Франція    | 3 | 2 | 0 | 1 | 5  | 3  | +2 | 6 |
| Португалія | 3 | 1 | 0 | 2 | 3  | 3  | 0  | 3 |
| Швейцарія  | 3 | 0 | 0 | 3 | 1  | 10 | −9 | 0 |

| 18 травня 2010 17:30 CEST |

| Франція  | 1:2      | Іспанія                 |
| -------- | -------- | ----------------------- |
| Кура 66' | Протокол | Бернат 24' Алькасер 75' |

| Райнпарк, Вадуц Глядачів: 565 Арбітр: Еуан Норріс |

| 18 травня 2010 17:30 CEST |

| Португалія                 | 3:0      | Швейцарія |
| -------------------------- | -------- | --------- |
| Ешгаю 25', 50' Фонсека 48' | Протокол |           |

| Шпортпарк Ешен-Маурен, Ешен Глядачів: 1 400 Арбітр: Артем Кучин |

| 21 травня 2010 17:00 CEST |

| Іспанія                         | 4:0      | Швейцарія |
| ------------------------------- | -------- | --------- |
| Алькасер 13', 36', 43' Орті 48' | Протокол |           |

| Райнпарк, Вадуц Глядачів: 2 175 Арбітр: Антті Мунукка |

| 21 травня 2010 20:00 CEST |

| Франція   | 1:0      | Португалія |
| --------- | -------- | ---------- |
| Погба 29' | Протокол |            |

| Шпортпарк Ешен-Маурен, Ешен Глядачів: 848 Арбітр: Кристоф Віран |

| 24 травня 2010 17:00 CEST |

| Швейцарія    | 1:3      | Франція                  |
| ------------ | -------- | ------------------------ |
| Жаркович 29' | Протокол | Саного 43', 47' Кура 64' |

| Шпортпарк Ешен-Маурен, Ешен Глядачів: 1 340 Арбітр: Вадим Директоренко |

| 24 травня 2010 17:00 CEST |

| Іспанія           | 2:0      | Португалія |
| ----------------- | -------- | ---------- |
| Деулофеу 70', 74' | Протокол |            |

| Райнпарк, Вадуц Глядачів: 1 965 Арбітр: Станіслав Тодоров |

### Група B
| Збірна    | І | В | Н | П | ГЗ | ГП | РГ | О |
| --------- | - | - | - | - | -- | -- | -- | - |
| Англія    | 3 | 3 | 0 | 0 | 6  | 2  | +4 | 9 |
| Туреччина | 3 | 1 | 1 | 1 | 5  | 4  | +1 | 4 |
| Чехія     | 3 | 0 | 2 | 1 | 2  | 4  | −2 | 2 |
| Греція    | 3 | 0 | 1 | 2 | 1  | 4  | −3 | 1 |

| 18 травня 2010 20:30 CEST |

| Греція                 | 1:3      | Туреччина                             |
| ---------------------- | -------- | ------------------------------------- |
| Діамантакос 62' (пен.) | Протокол | Йокушлу 16' Акчакин 60', 90+3' (пен.) |

| Шпортпарк Ешен-Маурен, Ешен Глядачів: 700 Арбітр: Кристоф Віран |

| 18 травня 2010 20:30 CEST |

| Англія                            | 3:1      | Чехія    |
| --------------------------------- | -------- | -------- |
| Барклі 21' Макекран 68' Афобе 69' | Протокол | Плшек 7' |

| Райнпарк, Вадуц Глядачів: 550 Арбітр: Станіслав Тодоров |

| 21 травня 2010 17:00 CEST |

| Туреччина   | 1:1      | Чехія    |
| ----------- | -------- | -------- |
| Акчакин 43' | Протокол | Гаша 70' |

| Шпортпарк Ешен-Маурен, Ешен Глядачів: 1 016 Арбітр: Вадим Директоренко |

| 21 травня 2010 20:00 CEST |

| Греція | 0:1      | Англія     |
| ------ | -------- | ---------- |
|        | Протокол | Барклі 35' |

| Райнпарк, Вадуц Глядачів: 665 Арбітр: Артем Кучин |

| 24 травня 2010 20:00 CEST |

| Чехія | 0:0      | Греція |
| ----- | -------- | ------ |
|       | Протокол |        |

| Шпортпарк Ешен-Маурен, Ешен Глядачів: 384 Арбітр: Еуан Норріс |

| 24 травня 2010 20:00 CEST |

| Туреччина   | 1:2      | Англія                      |
| ----------- | -------- | --------------------------- |
| Деріджі 31' | Протокол | Бераїно 35' Голл 62' (пен.) |

| Райнпарк, Вадуц Глядачів: 1 630 Арбітр: Антті Мунукка |

## Плей-оф

### Півфінали
| 27 травня 2010 16:00 CEST |

| Англія         | 2:1    | Франція   |
| -------------- | ------ | --------- |
| Вікем 23', 40' | Report | Погба 56' |

| Райнпарк, Вадуц Глядачів: 1 100 Арбітр: Станіслав Тодоров |

| 27 травня 2010 20:00 CEST |

| Іспанія                           | 3:1    | Туреччина |
| --------------------------------- | ------ | --------- |
| Хесе 11' Алькасер 63', 66' (пен.) | Report | Чалиш 47' |

| Райнпарк, Вадуц Глядачів: 1 940 Арбітр: Антті Мунукка |

### Фінал
| 30 травня 2010 17:30 CEST |

| Англія               | 2:1      | Іспанія      |
| -------------------- | -------- | ------------ |
| Віздом 30' Вікем 42' | Протокол | Деулофеу 22' |

| Райнпарк, Вадуц Глядачів: 3 990 Арбітр: Антті Мунукка |